# Três tesouros (medicina tradicional chinesa)
Os três tesouros, três preciosidades ou três joias (chinês: 三宝; pinyin: sānbǎo; Wade-Giles: san-pao) são pilares teóricos na medicina tradicional chinesa e práticas como neidan, qigong e tai chi chuan. Eles também são conhecidos como jing qi shen (chinês: 精气神; pinyin: jing-qi-shen; Wade-Giles: ching shen ch'i; "essência, qi e espírito").
Jing, qi e shen são três das principais noções compartilhadas pelo taoismo e pela cultura chinesas. Eles são muitas vezes referidos como os três tesouros (sānbǎo, 三宝), uma expressão que revela imediatamente a sua importância e a estreita ligação entre eles. As idéias e práticas associadas com cada termo, e com os três termos como um todo, são complexos e variam consideravelmente em diferentes contextos e períodos históricos.
Este nome chinês sānbǎo originalmente se referia aos "três tesouros" taoistas (do Tao Te Ching, cap. 67, "piedade", "frugalidade" e "recusa em ser mais importante de todas as coisas debaixo do céu") e, posteriormente, traduziu para o chinês os três tesouros budistas (Buddha, Dharma e Sangha).
Em tradições chinesas estabelecidas já há muito tempo, os "três tesouros" são as energias essenciais à manutenção da vida humana:
- Jing (精): "essência nutritiva, essência; refinado, aperfeiçoado, extrato; espírito, demônio; esperma, semente".

- Qi (气): "energia, vitalidade, força, ar, vapor, respiração, espírito, vigor, atitude".

- Shen (神): "espírito; mente, alma, deus, divindade; ser sobrenatural".

A ordenação jing-shen-qi é mais comumente usada do que as variantes qi-jing-shen e shen-qi-jing.
Na prática do neidan ("alquimia interna") , a transmutação dos três tesouros é expressa através das frases lianjing huaqi (鍊精化氣, "refinando a essência para respirar"), lianqi huashen (鍊氣化神; "refinando a respiração no espírito"), e lianshen huanxu (鍊神還虛 "refinando o espírito e convertendo para o vazio"). Tanto o neidan quanto o neo-confucionismo distinguem entre os três xiantian (先天; "anterior para o céu") e  houtian (後天 ; "posterior para o céu"), referindo-se à yuanjing (元精; "essência original"), yuanqi (元气; "respiração original") e yuanshen (元神; "espírito original").
O Huainanzi (século II a.C.) refere-se a qi e shen com xing (形; "forma", "perfil" ou "corpo").
A forma do corpo (xing) é a residência da vida, o qi enche esta vida enquanto o shen a controla. Se qualquer um deles perder a sua posição correta, todos eles virão a prejudicar.
O texto taoista Gaoshang Yuhuang Xinyin Jing (高上玉皇心印经, "Escritura Mente Selada do Soberano Jade Exaltado", ou Xinyin Jing "Escritura Mente Selada") é uma fonte valiosa sobre o início de Três Tesouros.
Provavelmente datado da dinastia Song do Sul (1127-1279), este texto anônimo apresenta uma discussão simples e concisa da alquimia interna (neidan; 内丹). Em particular, enfatiza os chamados três tesouros (Sanbao 三宝), ou seja, a essência vital (jing; 精) a respiração sutil (qi; 气) e o espírito (shen; 神). 
O breve ensaio de Frederic H. Balfour  sobre o Xinyin Jing ("A Marca do Coração"), contém a mais antiga referência conhecida do Ocidente para os três tesouros: "Existem três graus de elixir supremo - o espírito, a respiração, e o vigor essencial".
O romance Jornada ao Oeste (final do século XVI) oferece um exemplo mais recente, quando um patriarca taoista iluminado instrui o Rei Macaco (Sun Wukong) com um poema que começa assim:
"Conheço bem esta fórmula secreta maravilhosa e verdadeira: Economizadora e curadora das forças vitais, isso e nada mais. Todo o poder reside no sêmen (jing), na respiração (qi), e no espírito (shen); guardai-os com cuidado, de forma segura, para que não haja um vazamento. Para que não haja um vazamento! Mantenha-os dentro do corpo!"